# اچ‌ام‌سی‌اس سامرساید (کی۱۴۱)
اچ‌ام‌سی‌اس سامرساید (کی۱۴۱) (به انگلیسی: HMCS Summerside (K141)) یک کشتی بود که طول آن ۲۰۵ فوت (۶۲٫۴۸ متر) بود. این کشتی در سال ۱۹۴۱ ساخته شد.